# Стоките
Сто́ките (болг. Стоките) — село в Габровській області Болгарії. Входить до складу общини Севлієво.

## Населення
За даними перепису населення 2011 року у селі проживали 216 осіб, усі — болгари.
Розподіл населення за віком у 2011 році:
Динаміка населення: